# Răchita de Sus
Răchita de Sus – wieś w Rumunii, w okręgu Dolj, w gminie Seaca de Pădure. W 2011 roku liczyła 163 mieszkańców.